# Алан Линдберг
Јохн Алан Линдберг ((швед. John Allan Lindberg; Фагерста, 21. јун 1918 — Гарфитан, Округ Еребро, 2. мај 2004) је шведски атлетичар, специјалиста за скок мотком.

## Биографија
Освојио је златну медаљу на Европском првенстви 1946. у Ослу, скоком од 4,17 м испред Никлаја Озолина из СССР и Чехословака Јана Бема. Учествовао је и на Олимпијским играма 1948., где је заузео 12 место.
Његов лични рекорд постављен 20. септембара 1946. у Прагу, износио је 4,20 м, што је био и национални рекод Шведске.
На првенствима Шведске Линдберг је победио 1946. био други 1947. а трећи 1948.

### Значајнији резултати
| Датум | Такмичење          | Место  | Пласман | Резултат | Белешка |
| ----- | ------------------ | ------ | ------- | -------- | ------- |
| 1946. | Европско првенство | Осло   |         | 4,17 м   |         |
| 1948  | Олимпијске игре    | Лондон | 12.     | 3,80 м   |         |

### Рекорд
| Дисциплина  | Резултат | место | Датум               |
| ----------- | -------- | ----- | ------------------- |
| Скок мотком | 4,20     | Праг  | 20. септембар 1946. |